# Ланваирпулгвингил
Ланваирпулгвингил (вел. Llanfairpwllgwyngyll, у неким ситуацијама и Ланваирпулгвингилгогерихвирндробулантисилиогогогох (вел. Llanfairpwllgwyngyllgogerychwyrndrobwllllantysiliogogogoch слушајⓘ) село је у Велсу. Налази се на источној страни острва Англси, одакле гледа на мореуз Менеј, који острво одваја од саме Британије. Село је познато по његовом имену од 49 слова (на велшком 51), што га чини местом са најдужим именом у Великој Британији и Европи, а другим у свету. Мештани овог села, без по муке, у даху изговоре име села које је дугачко педесет осам слова (51 по схватању велшких лингвиста). Фонетска транскрипција имена села по IPA гласи [ˌɬan.vair.puɬ.ˌɡwɪ̈n.ɡɪ̈ɬ.ɡo.ˌɡɛr.ə.ˌχwərn.ˌdro.buɬ.ˌɬan.tɪ̈.ˌsil.jo.ˌɡo.ɡo.ˈɡoːχ]. Значење имена је: „Црква св. Марије у долини белих лешника код брзог вира цркве св. Тисилија са црвеном пећином“ (види слику). Оригинални назив села мештани су током 19. века променили са циљем привлачења пажње туриста.

## Етимологија
Име села је сложеница, која у дословном преводу значи "Црква Марије [код] бара белих лески близу брзог вира [и] црква Светог Тисилија Црвеног, Пећинског." У средњем веку, недалеко од села налазио се град Пушвингиш (бара белих лески) који је селу делимично позајмио име. Традиционално име села, први пут забележено у шеснаестом веку, било је само Шанфаирпушгвингиш. Дуже варијанте користе се од деветнаестог века, наводно ради привлачења туриста. Поштански сервис званично примењује име Шанфаирпушвингиш, а мештани га из праксе најчешће зову Шанфаирпуш.
По легенди, име је измишљено 1869. године од стране анонимног мештана, с циљем да буде железничка станица са најдужим именом у Британији. Међутим, неколико година пре овог датума одређен црквени речник дао је пуно име парохије у облику готово идентичном данашњем имену, Шанфаирпушгвингишгогерхурендробушсантусилиогого, с разликом једино при крају (само "Светог Тисилија Пећинског", без "Црвеног").

### У популарној култури
Спиридон Гопчевић је у својој књизи Стара Србија и Македонија (стр 43.) негодовао што у Македонији на железничкој станици уместо Виничани пише Венециани, да би странцима било практичније (исти је случај био са већином места). Као супротан пример, наводи Шкотску, Велс… са својим незграпним именима, где људима не пада на памет да мењају име места на натписима, због страних путника. Као пример је навео ово село.
Село од неколико хиљада људи прима око 200.000 туриста годишње.
Име је пријављено за Гинисову књигу рекорда као најдуже које се икад појавило у укрштеници, 1979. године. 2015, водитељ Лиам Дутон на енглеском Каналу 4 изговорио је име беспрекорно током временске прогнозе, добијајући милионе прегледа на интернет платформи Јутуб. Име се такође помиње у неким песмама, као и Сид Мајеровој Цивилизацији V.

## Историја
Овим простором људи су се настанили првобитно у неолиту. Келти, што су Велшани и дан данас, настанили су ово подручје у првом миленијуму пре нове ере. Римљани су га покорили у првом веку, и ту се задржали до почетка петог.
Келтска краљевина Гвенед основана је на северу Велса током петог века. Мало хришћанско насеље, можда манастир, постојали су овде од 7. века. Град Пушвингиш први пут помиње се нешто касније, као насеље под јурисдикцијом Бангорског бискупа. У овом периоду на месту села подигла се црква посвећена Богородици. 1563, у парохији живело је само 80 људи, а тај број је до 1801. достигао 385.
Острво Англси је повезано са Британијом мостом 1826, а до 1850. постојао је директан пут до Лондона. У овом времену је у селу отворена железничка станица, што је драстично утицало на његову историју до данас.

## Клима
| Клима Ланфајрпвлгвингyла, 1961–1990, надморска висина: 15 метара изнад нивоа мора | Клима Ланфајрпвлгвингyла, 1961–1990, надморска висина: 15 метара изнад нивоа мора | Клима Ланфајрпвлгвингyла, 1961–1990, надморска висина: 15 метара изнад нивоа мора | Клима Ланфајрпвлгвингyла, 1961–1990, надморска висина: 15 метара изнад нивоа мора | Клима Ланфајрпвлгвингyла, 1961–1990, надморска висина: 15 метара изнад нивоа мора | Клима Ланфајрпвлгвингyла, 1961–1990, надморска висина: 15 метара изнад нивоа мора | Клима Ланфајрпвлгвингyла, 1961–1990, надморска висина: 15 метара изнад нивоа мора | Клима Ланфајрпвлгвингyла, 1961–1990, надморска висина: 15 метара изнад нивоа мора | Клима Ланфајрпвлгвингyла, 1961–1990, надморска висина: 15 метара изнад нивоа мора | Клима Ланфајрпвлгвингyла, 1961–1990, надморска висина: 15 метара изнад нивоа мора | Клима Ланфајрпвлгвингyла, 1961–1990, надморска висина: 15 метара изнад нивоа мора | Клима Ланфајрпвлгвингyла, 1961–1990, надморска висина: 15 метара изнад нивоа мора | Клима Ланфајрпвлгвингyла, 1961–1990, надморска висина: 15 метара изнад нивоа мора | Клима Ланфајрпвлгвингyла, 1961–1990, надморска висина: 15 метара изнад нивоа мора |
| Показатељ \ Месец                                                                 | .Јан.                                                                             | .Феб.                                                                             | .Мар.                                                                             | .Апр.                                                                             | .Мај.                                                                             | .Јун.                                                                             | .Јул.                                                                             | .Авг.                                                                             | .Сеп.                                                                             | .Окт.                                                                             | .Нов.                                                                             | .Дец.                                                                             | .Год.                                                                             |
| --------------------------------------------------------------------------------- | --------------------------------------------------------------------------------- | --------------------------------------------------------------------------------- | --------------------------------------------------------------------------------- | --------------------------------------------------------------------------------- | --------------------------------------------------------------------------------- | --------------------------------------------------------------------------------- | --------------------------------------------------------------------------------- | --------------------------------------------------------------------------------- | --------------------------------------------------------------------------------- | --------------------------------------------------------------------------------- | --------------------------------------------------------------------------------- | --------------------------------------------------------------------------------- | --------------------------------------------------------------------------------- |
| Апсолутни максимум, °C (°F)                                                       | 16 (61)                                                                           | 17 (63)                                                                           | 22 (72)                                                                           | 24 (75)                                                                           | 28 (82)                                                                           | 29 (84)                                                                           | 31 (88)                                                                           | 34 (93)                                                                           | 27 (81)                                                                           | 25 (77)                                                                           | 18 (64)                                                                           | 17 (63)                                                                           | 34 (93)                                                                           |
| Максимум, °C (°F)                                                                 | 7,7 (45,9)                                                                        | 8,0 (46,4)                                                                        | 9,7 (49,5)                                                                        | 12,1 (53,8)                                                                       | 15,2 (59,4)                                                                       | 17,9 (64,2)                                                                       | 19,4 (66,9)                                                                       | 19,3 (66,7)                                                                       | 17,4 (63,3)                                                                       | 14,6 (58,3)                                                                       | 10,5 (50,9)                                                                       | 8,7 (47,7)                                                                        | 13,37 (56,08)                                                                     |
| Просек, °C (°F)                                                                   | 5,2 (41,4)                                                                        | 5,1 (41,2)                                                                        | 6,6 (43,9)                                                                        | 8,5 (47,3)                                                                        | 11,3 (52,3)                                                                       | 14,0 (57,2)                                                                       | 15,7 (60,3)                                                                       | 15,6 (60,1)                                                                       | 13,9 (57)                                                                         | 11,5 (52,7)                                                                       | 7,8 (46)                                                                          | 6,1 (43)                                                                          | 10,11 (50,2)                                                                      |
| Минимум, °C (°F)                                                                  | 2,6 (36,7)                                                                        | 2,2 (36)                                                                          | 3,4 (38,1)                                                                        | 4,9 (40,8)                                                                        | 7,4 (45,3)                                                                        | 10,1 (50,2)                                                                       | 11,9 (53,4)                                                                       | 11,9 (53,4)                                                                       | 10,4 (50,7)                                                                       | 8,3 (46,9)                                                                        | 5,0 (41)                                                                          | 3,5 (38,3)                                                                        | 6,8 (44,23)                                                                       |
| Апсолутни минимум, °C (°F)                                                        | −9 (16)                                                                           | −8 (18)                                                                           | −7 (19)                                                                           | −3 (27)                                                                           | −1 (30)                                                                           | 2 (36)                                                                            | 5 (41)                                                                            | 4 (39)                                                                            | 1 (34)                                                                            | −1 (30)                                                                           | −4 (25)                                                                           | −8 (18)                                                                           | −9 (16)                                                                           |
| Количина кише, mm (in)                                                            | 107 (4,21)                                                                        | 72 (2,83)                                                                         | 85 (3,35)                                                                         | 65 (2,56)                                                                         | 65 (2,56)                                                                         | 68 (2,68)                                                                         | 74 (2,91)                                                                         | 95 (3,74)                                                                         | 98 (3,86)                                                                         | 120 (4,72)                                                                        | 130 (5,12)                                                                        | 123 (4,84)                                                                        | 1,102 (43,38)                                                                     |
| Дани са кишом (≥ 0.2 mm)                                                          | 19,7                                                                              | 15,0                                                                              | 18,9                                                                              | 14,1                                                                              | 18,9                                                                              | 13,7                                                                              | 13,1                                                                              | 15,1                                                                              | 15,8                                                                              | 18,7                                                                              | 19,5                                                                              | 19,5                                                                              | 202                                                                               |
| Дани са снегом                                                                    | 2,9                                                                               | 3,1                                                                               | 1,7                                                                               | 0,7                                                                               | 0,1                                                                               | 0,0                                                                               | 0,0                                                                               | 0,0                                                                               | 0,0                                                                               | 0,0                                                                               | 0,4                                                                               | 1,6                                                                               | 10,5                                                                              |
| Сунчани сати — месечни просек                                                     | 49,6                                                                              | 73,5                                                                              | 105,4                                                                             | 153,0                                                                             | 195,3                                                                             | 183,0                                                                             | 173,6                                                                             | 164,3                                                                             | 126,0                                                                             | 93,0                                                                              | 57,0                                                                              | 40,3                                                                              | 1.414                                                                             |
| Извор: Met Office                                                                 |                                                                                   |                                                                                   |                                                                                   |                                                                                   |                                                                                   |                                                                                   |                                                                                   |                                                                                   |                                                                                   |                                                                                   |                                                                                   |                                                                                   |                                                                                   |

| Клима Ланфајрпвлгвингyла, 1961–1990 | Клима Ланфајрпвлгвингyла, 1961–1990 | Клима Ланфајрпвлгвингyла, 1961–1990 | Клима Ланфајрпвлгвингyла, 1961–1990 | Клима Ланфајрпвлгвингyла, 1961–1990 | Клима Ланфајрпвлгвингyла, 1961–1990 | Клима Ланфајрпвлгвингyла, 1961–1990 | Клима Ланфајрпвлгвингyла, 1961–1990 | Клима Ланфајрпвлгвингyла, 1961–1990 | Клима Ланфајрпвлгвингyла, 1961–1990 | Клима Ланфајрпвлгвингyла, 1961–1990 | Клима Ланфајрпвлгвингyла, 1961–1990 | Клима Ланфајрпвлгвингyла, 1961–1990 | Клима Ланфајрпвлгвингyла, 1961–1990 |
| Показатељ \ Месец                   | .Јан.                               | .Феб.                               | .Мар.                               | .Апр.                               | .Мај.                               | .Јун.                               | .Јул.                               | .Авг.                               | .Сеп.                               | .Окт.                               | .Нов.                               | .Дец.                               | .Год.                               |
| ----------------------------------- | ----------------------------------- | ----------------------------------- | ----------------------------------- | ----------------------------------- | ----------------------------------- | ----------------------------------- | ----------------------------------- | ----------------------------------- | ----------------------------------- | ----------------------------------- | ----------------------------------- | ----------------------------------- | ----------------------------------- |
| Дани са кишом (≥ 1.0 mm)            | 15,6                                | 11,2                                | 13,0                                | 10,4                                | 10,9                                | 10,3                                | 9,4                                 | 11,7                                | 12,3                                | 15,0                                | 15,7                                | 15,1                                | 150,6                               |
| Извор: Met Office                   |                                     |                                     |                                     |                                     |                                     |                                     |                                     |                                     |                                     |                                     |                                     |                                     |                                     |

| Клима Ланфајрпвлгвингyла, 1961–1990 | Клима Ланфајрпвлгвингyла, 1961–1990 | Клима Ланфајрпвлгвингyла, 1961–1990 | Клима Ланфајрпвлгвингyла, 1961–1990 | Клима Ланфајрпвлгвингyла, 1961–1990 | Клима Ланфајрпвлгвингyла, 1961–1990 | Клима Ланфајрпвлгвингyла, 1961–1990 | Клима Ланфајрпвлгвингyла, 1961–1990 | Клима Ланфајрпвлгвингyла, 1961–1990 | Клима Ланфајрпвлгвингyла, 1961–1990 | Клима Ланфајрпвлгвингyла, 1961–1990 | Клима Ланфајрпвлгвингyла, 1961–1990 | Клима Ланфајрпвлгвингyла, 1961–1990 | Клима Ланфајрпвлгвингyла, 1961–1990 |
| Показатељ \ Месец                   | .Јан.                               | .Феб.                               | .Мар.                               | .Апр.                               | .Мај.                               | .Јун.                               | .Јул.                               | .Авг.                               | .Сеп.                               | .Окт.                               | .Нов.                               | .Дец.                               | .Год.                               |
| ----------------------------------- | ----------------------------------- | ----------------------------------- | ----------------------------------- | ----------------------------------- | ----------------------------------- | ----------------------------------- | ----------------------------------- | ----------------------------------- | ----------------------------------- | ----------------------------------- | ----------------------------------- | ----------------------------------- | ----------------------------------- |
| Дани са кишом (≥ 10.0 mm)           | 2,5                                 | 1,7                                 | 2,0                                 | 1,5                                 | 1,2                                 | 1,6                                 | 2,2                                 | 2,7                                 | 2,8                                 | 3,4                                 | 3,8                                 | 3,5                                 | 28,9                                |
| Извор: Met Office                   |                                     |                                     |                                     |                                     |                                     |                                     |                                     |                                     |                                     |                                     |                                     |                                     |                                     |